# LAPAN-TUBSAT
LAPAN-TUBSAT war eine Kooperation der indonesischen Raumfahrtagentur LAPAN und des Fachgebietes Raumfahrtgeräte und Anlagen des Instituts für Luft- und Raumfahrt der TU Berlin. Dabei stellte die LAPAN sechs Gastwissenschaftler bereit und zahlte eine Million Euro für die Entwicklung und den Bau des Satelliten an die TU Berlin. Er wurde innerhalb von anderthalb Jahren entwickelt und gebaut.
Die Technologie des Satelliten war eine Weiterentwicklung der Satelliten DLR-TUBSAT und MAROC-TUBSAT und diente ebenfalls als Basis für den geplanten SVALBIRD-Satelliten.
Der Satellit startete erfolgreich als Piggyback-Nutzlast mit einer indischen PSLV-Rakete am 10. Januar 2007 um 3:53 UTC in einen 640 km hohen Sonnensynchronen Orbit. Hauptnutzlast war der indische Cartosat-2 und das SRE-Experiment. Danach arbeiteten alle Systeme im Rahmen ihrer Parameter.
Der Satellit diente zur interaktiven Erdbeobachtung, insbesondere Katastrophenüberwachung und -folgenabschätzung, und für Kommunikationsexperimente mit dezentralen Bodenstationen, zum Beispiel Vulkanmessstationen. Außerdem wurde er von der LAPAN zur Ausbildung ihrer Ingenieure im Satellitenentwurf und Satellitenbetrieb genutzt. Das ganze Programm war zum einen ein Technologietransferprogramm von der TU Berlin hin zur LAPAN und diente andererseits der Weltraumverifikation neuer Technologien wie zum Beispiel CMOS-Sternsensoren.

## Technische Daten
- Quader mit 45 × 45 × 27 cm
- 56 kg
- 4 Solarpanele mit je 35 Siliziumzellen, max. 14 W
- 5 NiH2 Batteriezellen mit 12 Ah und 11,5 V Nominalspannung
- UHF TT&C Strecke mit 437,325 MHz und 1200 Baud
- S-Band Nutzlastkommunikation mit 2,220 GHz
- Lageregelungssystem (ACS):
  - 3 Reaktionsräder
  - 3 Laserkreisel
  - 3 Magnetspulen
  - 2 Coarse Sun Sensor
  - 1 CMOS-Sternensensor
- On Bord Data Handling System(OBDH):
  - 38.4 kbps RS 232 und 422 Interfaces
  - 524 kB externer RAM
  - 524 kB EEPROM
  - 16 kB ROM mit grundlegendem Betriebssystem
- Nutzlast:
  - 1 3CCD Color-Videokamera mit 6 m GSD
  - 1 CCD Color-Videokamera mit 200 m GSD